# Каплистівка
Капли́стівка — село у Синельниківському районі Дніпропетровської області. Входить до складу Васильківської селищної громади. Населення становить 60 осіб. Колишній орган місцевого самоврядування - Павлівська сільська рада.

## Географія
Каплистівка розташована на півдні Синельниківського району. На півдні межує з селом Берестове Запорізького району Запорізької області, на сході з селом Новогригорівка, на півночі з селом Довге та на заході з селом Криворізьке.
Село знаходиться за 5 км від лівого берега річки Верхня Терса. По селу протікає пересихаючий струмок з загатою.

## Історія
Як і більшість сіл Васильківського району Каплистівка значно постраждала від голодомору 1932-1933 років.
12 червня 2020 року, відповідно до розпорядження Кабінету Міністрів України № 709-р від «Про визначення адміністративних центрів та затвердження територій територіальних громад Дніпропетровської області», увійшло до складу Васильківської селищної громади.
19 липня 2020 року, в результаті адміністративно-територіальної реформи і ліквідації Васильківського району, село увійшло до складу новоутвореного Синельниківського району.